# Chang-Hun Chung

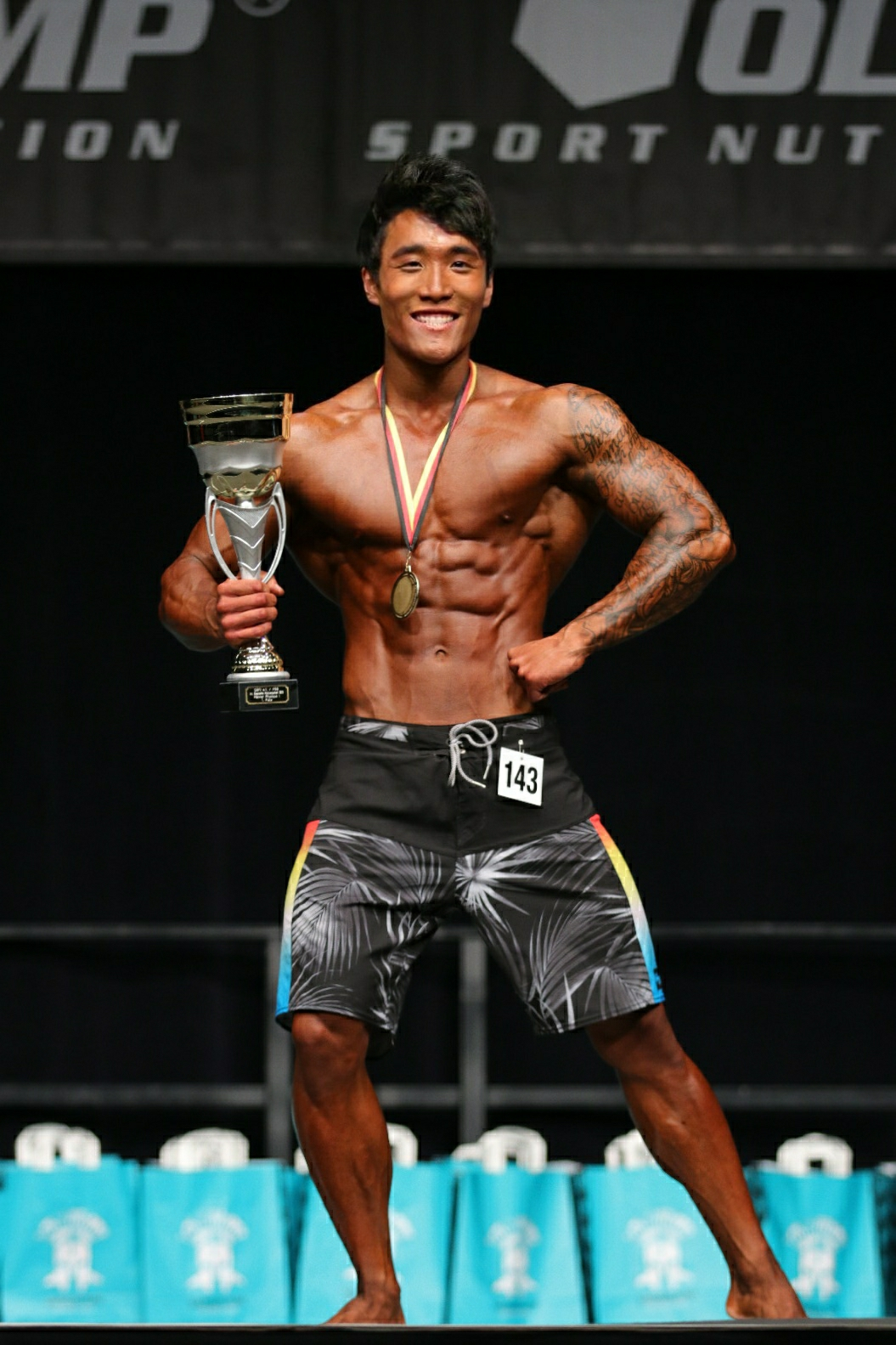
Chang-Hun Chung (2019), deutscher Bodybuilder der Men’s Physique Klasse

Chang-Hun Jung (geb. Chung) (* 5. September 1990 in Köln) ist ein deutscher Bodybuilder. Er gewann 2019 die internationale deutsche Meisterschaft der Men’s Physique Klasse im IFBB Verband.

## Leben
Chung wurde in Köln geboren und wuchs dort bis zum zweiten Lebensjahr auf. 1992 zogen seine südkoreanischen Eltern zurück nach Südkorea, dort lebte er bis zum 13. Lebensjahr, bevor er wieder als Austauschschüler nach Deutschland zurückkam. Dort besuchte er das Internat Collegium Johanneum im Schloss Loburg. In Duisburg legte er seinen Realschulabschluss ab, danach erfolgte die Fachhochschulreife im Hans-Sachs-Berufskolleg in Oberhausen. Anschließend folgte die schulische Ausbildung zum staatlich anerkannten Informationstechnischer Assistent und der Ausbildung zum IT-Kaufmann.
Seine südkoreanischen Eltern studierten in Deutschland und brachten ihm während der Kindheit schon Wissen über Medizin, Ernährung und Sport bei. Seine Mutter ist Professor of medical Education an der The Catholic University of Korea, sein Vater Professor of Surgery & Medicine Director des The Catholic Kwandong University International St. Marry Hospital.
Chung hat nebenberuflich Sportwissenschaft mit dem Schwerpunkt Sportpsychologie im Fernstudium studiert und an einer britischen Universität einen Master of Science in Sportpsychologie abgeschlossen. Aktuell absolviert er sein zweites Masterstudium in Wirtschaftspsychologie. Er legte diverse Trainer- und Ernährungslizenzen ab und bietet Coachings für Privatpersonen an.
Er ist außerdem als Dozent für Sportwissenschaften tätig und engagiert sich als Kampfrichter beim DBFV/IFBB-Verband.

## Sportliche Karriere
2016 startete Chang-Hun Jung erstmals bei den Amateur-Weltmeisterschaften der IFBB in der Hessischen Meisterschaft und triumphierte in der Men’s Physique Klasse. In der gleichen Saison belegte er den 1. Platz auf der NRW Meisterschaft sowie den 3. Platz auf der internationalen Deutschen Meisterschaft.
2017 gewann er die Sommerliga der IFBB, die zur Teilnahme der MuscleBeach in Los Angeles qualifiziert. Dort sicherte er sich den Gesamtsieg der MuscleBeach Meisterschaft.
2018 belegte er den 6. Platz auf der Arnold Classic Europe, den 1. Platz auf der Berliner Meisterschaft sowie den 6. Platz auf der internationalen Deutschen Meisterschaft.
2019 sicherte sich Chang-Hun Jung den 2. Platz auf der IFBB Elite Pro Qualifier auf der Nordic Cup in Finnland mit nur knapp einem Punkt Unterschied. In der gleichen Wettkampfsaison gewann er die NRW-Meisterschaft sowie den 1. Platz auf der internationalen Deutschen Meisterschaft in Bochum.
2021 erreichte Chang-Hun Jung den 2. Platz beim IFBB European Cup in Rumänien sowie den 3. Platz beim IFBB Bellux Cup in Luxemburg, beide internationale Meisterschaften.
2022 folgte ein weiterer 3. Platz beim IFBB FIBO Cup in Köln.

## Körpermaße
Bei einer Größe von 1,75 m hatte Chang-Hun Jung beim Gewinn der Deutschen Meisterschaft 2019 ein Wettkampfgewicht von knapp 75 Kilogramm.

## Wichtigste Titel
- 3. Platz -  IFBB FIBO Cup in Köln 2022
- 3. Platz – IFBB Bellux Cup in Luxemburg 2021
- 2. Platz – IFBB European Cup in Rumänien 2021
- 1. Platz – IFBB Internationale Deutsche Meisterschaft 2019[11][12]
- 2. Platz – IFBB Nordic Cup Finnland 2019
- 1. Platz – IFBB NRW Meisterschaft 2019
- 1. Platz – Hessischer Landesmeister in der Men's Physique Klasse 2016 (DBFV / IFBB)
- 1. Platz – NRW-Landesmeister in der Men's Physique Klasse 2016 (DBFV / IFBB)
- 1. Platz & Gesamtsieg – Lubeca MuscleBeach 2017 (DBFV / IFBB)
- 1. Platz – American Dream in Fulda (DBFV / IFBB)
- 1. Platz & Gesamtsieg – Venice Muscle Beach in Los Angeles 2017
- 2. Platz – Cologne Beach Style 2017
- 2. Platz – Lubeca Muscle Beach 2018 (DBFV / IFBB)
- 3. Platz – internationale Deutsche Meisterschaft in der Men's Physique Klasse (DBFV / IFBB)
- 6. Platz – Arnold Classic Europe 2018
- 1. Platz & Gesamtsieg – Berliner Meisterschaft 2018 (DBFV / IFBB)
- 2. Platz – IFBB NRW Meisterschaft Duisburg 2018
- 6. Platz – IFBB internationale Deutsche Meisterschaft 2018